# سهیم کردن کارگران در سود کارخانه‌ها
تسهیم سود یا سهیم کردن کارگران در سود کارخانه‌ها، یکی از فرم‌های دستمزد است که در آن کارگران و کارمندان یک کارخانه یا واحد تولیدی علاوه بر دستمزد یا حقوق ماهیانه‌شان سهمی از سود سالیانه آن واحد یا کارخانه می‌برند.

## پیشینه
نخستین بار در دنیا در کشور آلمان سهیم شدن در سود کارخانه‌ها به تصویب رسید. صاحب کارخانجات صنعتی در برلین شخصی به نام اوتو لیلی انتال در سال ۱۸۹۰ سهم سودی به اندازه ۲۵ درصد برای کارگران و کارمندانش تعیین کرد. در اواخر قرن نوزدهم در سال ۱۸۹۶، کارل سایس در کارخانجات معروف دوربین و میکروسکوپ‌سازی و نورسنجی (اپتیک) خود، کارگران و کارمندانش را در سود کارخانه‌هایش سهیم کرد. کارگران ایرانی با سهم ۲۰٪ از سود کارخانه‌ها سهیم شدند.

## ایران
در یک همه‌پرسی در تاریخ ۶ بهمن ۱۳۴۱ در چارچوب انقلاب سفید، شش اصل به تصویب مردم ایران رسید که اصل چهارم آن سهیم کردن کارگران در سود خالص کارخانه‌های صنعتی و تولیدی بود. بر اساس این اصل، کارگران و کارفرمایان به وسیله سندیکاهای خود و بر پایه قراردادهای جمعی کارگران، بدون دخالت دولت در سود خالص واحدهای صنعتی شریک می‌شوند. در سال ۱۳۵۶، پانصد و سی هزار (۵۳۰۰۰۰) کارگر بخش خصوصی و دولتی توانستند سودی برابر با دوازده میلیارد ریال به دست بیاورند که برای هر یک به معنای یک تا دو ماه دستمزد اضافه آنان بود.
قوانین کارگری اصل چهارم انقلاب سفید سه سیاست را دنبال می‌کند: سیاست اشتغال، سیاست مزد و سیاست بهره‌وری.
سیاست اشتغال: بدان معنی است که هر کارگر ایرانی حق داشتن کار و بیمه‌های اجتماعی را دارد. اگر به هر سببی کارگری، کار خود را از دست بدهد مانند دیگر کشورهای پیشرفته صنعتی از بیمه بیکاری استفاده می‌کند و کوشش می‌شود که هر چه زودتر برای وی کاری مناسب تخصص وی یافته شود.
سیاست کمترین (حداقل) دستمزد: هر سال یکبار با توجه به نوسانات اقتصادی و با توجه به نیازهای لازم زندگی حداقل مزد یک کارگر ساده تعیین می‌شود تا به سبب تورم یا دیگر شاخص‌های هزینه زندگی رفاه آنان تأمین باشد.
سیاست بهره‌وری: هدف این سیاست ایجاد پیوند بین دستمزد و بهره‌وری است. بدین معنی که دستمزد کارگران بر اساس محاسبات است ولی اگر کارگری دوره آموزشی حرفه‌ای را در کنار کار روزانه‌اش گذراند نخست از نظر مالی به پایه دستمزدش افزوده می‌شود و رتبه‌اش بالا می‌رود و به کار بالاتری گمارده می‌شود. آموزش‌های حرفه‌ای کوتاه مدت که در چار چوب اصل دوازدهم انقلاب سفید یا اصل انقلاب اداری و آموزشی انجام می‌گیرد و هدف آن آموزش منابع نیروی کار در سطح‌های گوناگون چون تجهیز نیروی کار و از بین بردن کمبود کارگر ماهر و نیمه ماهر در سراسر کشور است. هر ایرانی در هر شرایطی که هست در مرکزهای کارآموزی حق آموزش رایگان حرفه‌ای را دارد.
در سیر این پیشرفت‌ها بانک رفاه کارگران با دادن وام با بهره چهار در صد به کارگران در ایجاد تعاونی‌ها کمک می‌نماید. آمار نشان می‌دهد که با چندین میلیاردهایی که در این زمینه پرداخت شد کارگران توانستند منزل بخرند یا منزل‌هایشان را تعمیر کنند و بر روی هم رفته از وسایل رفاهی بیشتر بهره ببرند.
در پیشبرد امور کارگر و کارگری در ایران دو اصل چهارم انقلاب سفید یعنی سهیم کردن کارگران در سود کارگاه‌های صنعتی و تولیدی و اصل سیزدهم گسترش مالکیت واحدهای صنعتی و تولیدی گسترش مالکیت واحدهای صنعتی و تولیدی، اهرم استواری را برای رفاه همه جنبه‌های زندگی کارگران بر قرار ساخته‌ است.

## قوانین
- قانون راجع به اضافه کردن چند تبصره به مواد قانون سهیم کردن کارگران
- قانون تکمیلی قانون سهیم کردن کارگران در منافع کارگاه‌های صنعتی و تولیدی
- قانون سهیم کردن کارکنان شرکت‌های وابسته به وزارت آب و برق در سرمایه‌گذاری و سود شرکت‌های مزبور